# Lys sanghøg
Lys sanghøg (Melierax canorus) er en rovfugl, der er almindelig i tørre områder i det sydlige Afrika.
Den har ligesom mørk sanghøg fået sit navn efter de kraftige lyde, den laver i yngletiden.
Den æder primært krybdyr som for eksempel firben og slanger.